# Oljekraftverk
Ett oljekraftverk producerar elektricitet genom förbränning av olja. Värmen från förbränningen används till att förånga vatten och ångan driver en ångturbin som i sin tur driver en generator som genererar elenergi. I vissa anläggningar används gasturbiner istället för ångturbiner. Oljekraftverk används ofta som reservkraftverk.

## Oljekraftverk i Sverige (urval)
- Aros
- Bråvallaverket – nedlagt juli 2011, skrotning påbörjad samma år
- Karlshamnsverket
- Karskär – nedlagt sedan våren 2010
- Marviken – nedlagt oktober 2011, senare skrotad
- Stenungsunds kraftverk

## Miljöpåverkan
Oljekraftverk använder vanligtvis eldningsolja av fossilt ursprung som bränsle. Vid förbränningen bildas koldioxid, som bidrar till den globala uppvärmningen. Även andra utsläpp, såsom sotpartiklar och kväveoxider, kan förekomma.